# Zsuzsa Bánk
Zsuzsa Bánk (Frankfurt del Main, 24 d'octubre de 1965) és una escriptora alemanya de pares hongaresos.
Els seus pares van emigrar a l'oest després de la Revolució hongaresa de 1956 i va fer estudis polítics i literaris a la Universitat de Magúncia a Magúncia i a Washington. Ha rebut diversos premis literaris com el Premi Adelbert von Chamisso en 2004.

## Obres
- Der Schwimmer, Roman, S. Fischer, Frankfurt/Main 2002, TB 2004 ISBN 3-596-15248-8
- Heißester Sommer, Erzählungen, S. Fischer, Frankfurt/Main 2005, ISBN 3-10-005221-8
- Die hellen Tage, Roman, S. Fischer, Frankfurt/Main 2011, ISBN 978-3-10-005222-3